# Polyphème fils d'Élatos
Pour les articles homonymes, voir Polyphème (homonymie).
Dans la mythologie grecque, Polyphème, en grec ancien Πολύφημος / Polúphêmos, est un prince lapithe, fils d'Élatos, roi des Lapithes, frère de Cénée.

## Mythe
Polyphème prend part au combat des Lapithes contre les Centaures, participe à l'expédition des Argonautes. Lors de l'escale du navire Argo en Mysie, Hylas, éromène d'Héraclès, part puiser de l'eau à une source ; là, il est enlevé par des nymphes. Polyphème est le seul à entendre son cri, ce qui lui permet d'alerter Héraclès.

## Sources
- Apollonios de Rhodes, Argonautiques [détail des éditions] [lire en ligne], I, 40-44 (catalogue des Argonautes) ; 1240-1261 (épisode d'Hylas)